# Novo Centro-direita
O Novo Centro-direita (em italiano:  Nuovo Centrodestra; NCD) é um partido político de centro-direita da Itália Seu líder é Angelino Alfano, que havia sido o protegido de Silvio Berlusconi e secretário nacional d'O Povo da Liberdade (PdL) entre 2011 a 2013.
O partido foi formado por uma cisão do PdL em 15 de novembro de 2013. Seus fundadores, conhecidos como "pombas" no partido, foram fortes defensores do governo de Enrico Letta e se recusaram a integrar a nova Força Itália (FI), no dia seguinte a dissolução do PdL. Todos os cinco ministros do PdL, três subsecretários, 30 senadores e 27 deputados imediatamente aderiram ao NCD. A maior parte eram democratas cristãos e muitos vieram de regiões do sul da Calábria e da Sicília.
O NCD dissolveu-se em março de 2017, sendo sucedido pela Alternativa Popular.

## Resultados eleitorais

### Eleições europeias
| Data | CI. | Votos     | %           | Deputados | Notas              |
| ---- | --- | --------- | ----------- | --------- | ------------------ |
| 2014 | 5.º | 1 202 350 | 4,4 / 100,0 | 2 / 73    | em aliança com UDC |